# Richard Koss
Richard Koss, auch Richard Koß, (* 5. Juni 1850 in Königsberg; † 2. Februar 1932 in Münster) war ein deutscher Bauingenieur und preußischer Baubeamter.

## Jugend und Ausbildung
Koss war ein Sohn des Kaufmannes Julius Ferdinand Koss und seiner Ehefrau Karoline geb. Hardt. Nach dem Abitur am Realgymnasium in Königsberg studierte er zunächst an der dortigen Universität Medizin. Ab 1871 begann er ein Studium an der Berliner Bauakademie. Direkt nach dem Bauführer-Examen wurde er 1874 Leiter des See- und Hafenbezirkes Memel, zunächst in Vertretung des erkrankten Leiters. Hier war er verantwortlich für den Bau der Nordmole des Hafens in Memel. Es folgten weitere Stationen in Frankfurt am Main, Berlin und Stralsund, bevor er 1882 das Baumeister-Examen ablegte.

## Aufenthalt in der Türkei
Auf Anforderung der Osmanischen Regierung wurde Koss gebeten, Paläste und das Haremsgebäude des Paschas sowie ein Waffenarsenal mit Blitzableitern zu versehen. Am 14. Mai 1884 trat er die Reise nach Konstantinopel über Wien und Triest an. Bei seiner Tätigkeit in Konstantinopel unterstand er dem Kriegsminister. Die Blitzableiter wurden nach seinen Plänen in den Artilleriewerkstätten in Tophane gefertigt und waren die ersten im damaligen Osmanischen Reich verwendeten. Nachdem ihn der Einbau der Blitzableiter nicht ausfüllte, unterrichtete er zusätzlich an der Kriegsschule von Hasköi Ingenieurkunst. Weiterhin fertigte er nach Vermessung Zeichnungen existierender Palastbauten an. Um in Deutschland zu heiraten, beantragte er bei seinem Dienstherren Urlaub, der ihm mit dem Bemerken „er selbst (der Kriegsminister) habe drei Frauen, aber er wünschte, er hätte keine“ gewährt wurde. Im September 1888 ging Koss nach Berlin zurück, nachdem allen deutschen Spezialisten die Gehälter mehrere Monate lang nicht bezahlt worden waren.

## Hafenbau in Sassnitz
Koss wurde die Leitung des Baues des neuen Fischereihafens in Sassnitz übertragen. Seiner Meinung nach waren die Kapazitäten viel zu klein geplant und er reichte beim Ministerium Pläne und Begründungen für eine Erweiterung auf die später wirklich gebaute Größe einschließlich eines Fährhafens für den Verkehr nach Dänemark und Schweden ein. Diese Pläne wurden vom Ministerium umgehend komplett abgelehnt. Koss intervenierte über den ihm persönlich bekannten Bankier Adolph von Hansemann, Sohn des Gründers der Berliner Disconto-Gesellschaft. Hansemann informierte ihm nahestehende Politiker, und in einem Nachtragshaushalt wurde das nun vergrößerte Hafenprojekt genehmigt. 1895 wurde Koss Hafenbausinspektor in Stralsund, verließ den Staatsdienst jedoch vor der offiziellen Einweihung des Hafens in Sassnitz.

## Die Wassereisenbahn
Im Jahre 1896 schied Koss aus dem Staatsdienst aus und arbeitete für international tätige Bauunternehmungen, im Jahre 1906 kehrte er in den Staatsdienst zurück und wurde stellvertretender Leiter der technischen Abteilung des Dortmund-Ems-Kanals mit Dienstsitz in Münster. Im Jahre 1907 wurde ihm ein Patent für eine „Wassereisenbahn“ erteilt. Im Prinzip ging es darum, die Einwirkung der Verwirbelung durch die Schiffsschraube auf das Kanalbett und die -wände deutlich zu vermindern. Erfolgreiche Schleppversuche wurden im Staatsauftrag auf der Haase bei Meppen und auf dem Dortmund-Ems-Kanal durchgeführt. Siemens kaufte daraufhin eine Lizenz zur Anwendung dieses Patentes. Während des Ersten Weltkrieges war Koss als örtlicher Vertreter der Schifffahrtsabteilung im Großen Generalstab zuständig für den Wassertransport von der Nordsee bis zur schweizerischen Grenze. In den Rhein-Marne-Kanal in Elsass-Lothringen wurden Schienen für die Wassereisenbahn eingebaut. Aufgrund des Kriegsendes kam es nicht mehr zur Inbetriebnahme.

## Orden und Ehrenzeichen
- Osmanischer Medschidje-Orden II. Klasse mit Stern
- Preußischer Roter Adlerorden

## Schriften
- Die Wassereisenbahn. Ein Schleppsystem auf Kanälen und Flüssen ohne Inanspruchnahme der Ufer. De Gruyter, Berlin 1927
- Erinnerungen aus meinem Leben. Unveröffentlichter Privatdruck, ca. 1932